# Dragon Quest VIII Sora to Umi to Daichi to Norowareshi Himegimi
Dragon Quest VIII Sora to Umi to Daichi to Norowareshi Himegimi (ドラゴンクエストVIII 空と海と大地と呪われし姫君, ドラゴンクエストエイト そらとうみとだいちとのろわれしひめぎみ) là trò chơi điện tử thể loại nhập vai do hãng Level-5 phát triển và hãng Square Enix phát hành cho hệ PlayStation 2. Đây là tựa thứ tám trong dòng trò chơi Dragon Quest và là tựa đầu tiên trong sòng này sử dụng hình ảnh 3D hoàn toàn. Tác phẩm sử dụng phong cách cel shading, một hiệu ứng làm cho hình ảnh nổi trông giống như được vẽ bằng tay với các đường viền bao quanh vật thể. Trò chơi đã phát hành tại Nhật Bản vào ngày 27 tháng 11 năm 2004 và sau đó bắt đầu phân phối ra thị trường quốc tế từ ngày 15 tháng 11 năm 2005. Phiên bản cho hệ Android và iOS đã phát hành tại Nhật Bản vào ngày 12 tháng 12 năm 2013.
Cốt truyện xoay xung quanh chuyến phiêu lưu của một anh chàng dũng sĩ trẻ cùng với vị vua của mình, người bị một tên hề nguyền biến thành nửa ếch còn công chúa bị biến thành ngựa, cả vương quốc trở thành đống phế tích sau khi lấy được cây gậy phép bị phong ấn trong lâu đài này. Trên đường đi tìm tên hề để hoá giải lời nguyền cứu lấy vương quốc thì nhóm có thêm các thành viên mới hầu hết đều muốn tìm cho ra tên hề để trả thù cho những người bị hắn hại. Dragon Quest VIII sử dụng hệ thống chiến đấu theo lược và các trận đánh sẽ xuất hiện ngẫu nhiên khi đi trên bản đồ hay các khu vực có quái vật, trừ những quái vật đặc biệt người chơi sẽ thấy chúng di chuyển trên bản đồ và chỉ việc xông vào để nghênh chiến. Sau mỗi trận đánh các nhân vật sẽ có các điểm kinh nghiệm để lên cấp, khi lên cấp các nhân vật sẽ có các điểm kỹ năng và sẽ lựa chọn để nâng cao năm kỹ năng chính của từng nhân vật và khi các kỹ năng đạt đến cấp độ nào đó các nhân vật sẽ có các khả năng mới. Ngoài việc có bốn nhân vật chính thì nếu người chơi tham gia vào đấu trường quái vật thì nhân vật chính có thể thu phục các quái vật đặc biệt để tham gia đấu trường này cũng như triệu hồi chúng trong các trận chiến nhưng các quái vật này sẽ tự hành động chứ không nghe theo lệnh trừ việc bị rút về, nếu các quái vật trong nhóm "hợp" nhau thì có thể triển khai khác đòn đánh phối hợp độc đáo.
Trò chơi được đánh giá là thành công với cả doanh thu và đánh giá. Ba triệu bản đã được tiêu thụ trong ba ngày đầu phát hành tại Nhật Bản. Tạp chí Famitsu đã đánh giá trò chơi đứng thứ tư trong danh sách các trò chơi hay nhất mọi thời năm 2006 sau Final Fantasy X, Final Fantasy VII và Dragon Quest III. Còn trong năm 2010 thì IGN đã xếp trò chơi thứ 39 trong danh sách "100 trò chơi hay nhất trên PlayStation 2" của mình.

## Tổng quan

### Cách chơi
Trò chơi sử dụng lối chơi đánh theo lượt truyền thống. Các nhân vật sẽ thực hiện lượt của mình theo thứ tự dựa vào chỉ số agility (Càng cao thì nhân vật đó được đi trước).Người chơi sẽ ngẫu nhiên bắt gặp quái vật trên đường. Sau mỗi trận đánh người chơi sẽ nhận được điểm kinh nghiệm (exp). Khi đạt đủ điểm exp thì nhân vật sẽ lên cấp (level up). Khi đó chỉ số của nhân vật sẽ tăng và nhân vật sẽ trở nên mạnh hơn và có thể học thêm phép thuật mới ở một số level nhất định. Ngoài ra khi level up nhân vật còn nhận thêm điểm kĩ năng (skill point). Người chơi sẽ phân bổ skill point vào cây kĩ năng (skill tree). Mỗi skill tree sẽ chia làm năm nhánh gồm ba nhánh vũ khí (tương ứng với từng nhân vật sẽ có những loại vũ khí khác nhau), fisticuff và nhánh cuối cùng là loại kĩ năng đặc trưng của mỗi nhân vật. Khi cho đủ skill point vào thì nhân vật sẽ học được kĩ năng mới.Ngoài ra người chơi còn có thể bắt một số quái vật để chúng gia nhập nhóm (party) của người chơi. Những quái vật đó có thể đem vào thi đấu ở đấu trường (monsters arena) hay ra đánh thế party của người chơi ba đến bốn lượt. Đây là phần đầu tiên ra mắt hệ thống alchemy pot. Cụ thể người chơi có thể kết hợp hai đến ba đồ vật lại với nhau để tạo ra món đồ khác theo các công thức có sẵn. Người chơi sẽ tìm thấy công thước qua việc đọc sách, nói chuyện với NPC hoặc tự kết hợp mà không cần công thức (có thể kết hợp sai). Đây cũng là cách duy nhất có được một số trang bị hiếm trong game như liquid metal sword hay dragovian king sword (vũ khí mạnh nhất game). Tính năng mới đó đã giúp game thú vị hơn và người chơi không vội bán đi những trang bị cũ hay những đồ vật rẻ tiền không có tác dụng gì bởi có thể chúng là nguyên liệu để làm ra những đồ vật xịn hơn.

## Phát triển và phát hành
Cũng giống như các trò chơi khác trong dòng trò chơi này, Horii Yuji giữ vai trò viết cốt truyện chính. Các mẫu thiết kế đầy màu sắc được thực hiện bởi nhà thiết kế nghệ thuật Toriyama Akira được đánh giá cao. Sugiyama Koichi sáng tác các bản nhạc cho trò chơi. Dragon Quest VIII đã phát hành tại Nhật Bản vào sáng ngày 27 Tháng 11 năm 2004 với một buổi lễ tại Starbucks ở Shibuya, Tokyo. Horii và chủ tịch của Square Enix là Wada Yoichi cũng xuất hiện trong buổi lễ và những người mua đầu tiên sẽ được nhận món đồ chơi Slime.
Dragon Quest VIII là tựa đầu tiên trong dòng sử dụng tên Dragon Quest tại thị trường Bắc Mỹ. Trước đó nó được gọi là Dragon Warrior tại thị trường này do tên trùng với trò chơi sử dụng bút và giấy có tên DragonQuest do hãng Simulation Publications phát hành năm 1980 và đã đăng ký thương hiệu trước khi bị phá sản, TSR, Inc. đã mua lại thương hiệu này năm 1982 và phát hành như một nhánh của Dungeons & Dragons cho đến năm 1987. Đến năm 2003 thì Square Enix đã quyết định mua lại tên thương hiệu này và sử dụng nó.
Không giống như phiên bản tiếng Nhật, phiên bản quốc tế hóa gây ấn tượng đầu tiên là phần diễn xuất lồng tiếng biểu cảm khớp với những gì đang xảy ra. Trò chơi vẫn giữ được nét đặc trưng truyền thống của dòng này là cho phép người chơi đặt tên cho nhân vật chính nhưng các cuộc hội thoại có lồng tiếng nhắc đến tên nhân vật thường cắt tên nhưng vẫn nối câu rất khéo. Việc quốc tế hóa do hai công ty Plus Alpha Translations và AltJapan Co., Ltd thực hiện. Richard Honeywood người thuộc văn phòng chuyên việc quốc tế hóa các tác phẩm của Square Enix đước biết đến qua công việc với các tác phẩm như Final Fantasy VIII và Chocobo Racing giữ vai trò chính trong việc chuyển ngữ sang tiếng Anh.
Trong một cuộc phỏng vấn với Horii ở Luân Đôn, ông đã nói rằng việc sáp nhập của Squaresoft và Enix năm 2003 đã giúp tạo ra một thị trường lớn hơn. Nhà sản xuất Ichimura Ryutaro cũng nói thêm là "Thị hiếu tại châu Âu đã thay đổi dưới ảnh hưởng của anime và phim hoạt hình, vì vậy người châu Âu đã sẵn sàng hơn để chấp nhận phong cách nghệ thuật của trò chơi".
Sugiyama Koichi đảm nhận việc soạn nhạc cho trò chơi giống như các trò chơi trước. Các bản nhạc này được thực hiện bởi dàn nhạc Tōkyo-to Kōkyō Gakudan với Sugiyama làm nhạc trưởng. Album chứa các bản nhạc dùng trong trò chơi đã được Aniplex phát hành ngày 22 tháng 12 năm 2004.

## Đón nhận
Khi Dragon Quest VIII bắt đầu phát hành ngày 27 tháng 11 năm 2004 thì ba ngày sau trò chơi đã tiêu thụ được 3 triệu bản khiến nó trở thành tựa Playstation 2 bán chạy nhất khi phát hành. Đây cũng là trò chơi bán chạy nhất trên hệ Playstation 2 tại Nhật Bản. Tạp chí Famitsu đã đánh giá trò chơi là 39 trên 40 điểm và đứng thứ tư trong danh sách các trò chơi hay nhất mọi thời năm 2006. Trò chơi cũng giành được danh hiệu Trò chơi nhập vai hay nhất năm 2005 tại E3 của 1UP.com và GameSpy hơn cả Kingdom Hearts II. Phiên bản cho hệ iOS đứng thứ hai trong danh sách bán chạy nhất của Japan AppStore trong nửa ngày phát hành đầu tiên là ngày 12 tháng 12 năm 2013 cho thấy trò chơi vẫn có ảnh hưởng khá mạnh khi đó.
Với phiên bản quốc tế tế thì tính đến tháng 9 năm 2008 đã có 4,9 triệu bản được bán trên toàn thế giới với các đánh giá tích cực. Metacritic đã đánh giá trò chơi là 89/100 với lời khen phong cách nghệ thuật sử dụng hiệu ứng cel shading cũng như nhấn mạnh là trò chơi hoàn toàn 3D đầu tiên của dòng trò chơi này. Một trong các yếu tố chính của dòng game Dragon Quest là sự đơn giản của mình vốn nghe các phàn nàn trước đó. Tuy nhiên, một số nhà phê bình chỉ ra rằng cách chơi đơn giản rất hiệu quả với Dragon Quest VIII. Như Simon Parkin tại Eurogamer đã gọi trò chơi là "Sự đổi mới" nếu só với các trò chơi trong dòng trò chơi Final Fantasy hay các tác phẩm của hãng Nippon Ichi Software, những trò mà ông thấy khá phức tạp. Bethany Massimilla tại GameSpot thì nhận xét "Không có hàng tá nhân vật đủ loại" làm cho trò chơi trở nên đơn giản giúp người chơi quen với hình ảnh của các nhân vật chính.
điểm nhấn chính của phiên bản quốc tế là phần lồng tiếng chất lượng nhận được nhiều khen ngợi. Nich Maragos tại 1UP.com đã khen ngợi phiên bản này nói nó hài hước như thế nào nhưng có "Một vài trò chơi chữ có thể khiến bạn cảm thấy muốn chui xuống đất". Parkin đã mô tả việc lồng tiếng là "Việc kết hợp của Monty Python và The Princess Bride với kết quả: Một câu chuyện kỳ ảo hài hước dễ thương thể hiện qua một cỗ máy phát thanh lý tưởng". Bản đồ thế giới của trò chơi cũng là một chủ đề chính cho các lời khen ngợi của các nhà phê bình. Các bình luận viên của 1UP.com cho rằng người chơi đôi khi ngừng chơi chỉ để "Nhìn xung quanh và ngắm cảnh" và nói rằng bản đồ này là đối thủ của bản đồ trong Grand Theft Auto: San Andreas cả về kích thước và chi tiết. Jeremy Dunham tại IGN đã viết rằng "Chỉ có ngoại lệ trong danh sách gây ấn tượng của toàn bộ trò chơi là cốt truyện", với giải thích đây là cốt truyện đơn giản và buồn tẻ nhất của dòng trò chơi này nhưng dạng cốt truyện này tốt cho việc giải trí.
Các nhân vật trong trò chơi cũng xuất hiện trong các trò chơi khác của Square Enix như Dragon Quest: Shōnen Yangus to Fushigi no Dungeon do hãng Cavia phát triển cho hệ PlayStation 2 xoay quanh quá khứ của Yangus. Jessica, Angelo và Yangus cùng các nhân vật khác cũng xuất hiện trong một trò chơi kết hợp là Itadaki Street. Jessica, Angelo và Trode cũng xuất hiện trong Dragon Quest IX như các nhân vật phụ.